# Kalċidon Agius
Kalċidon Agius (ur. 19 października 1917 w Naxxarze, zm. 24 maja 2006) – maltański polityk i dramaturg, parlamentarzysta, w latach 1978–1982 spiker Izby Reprezentantów.

## Życiorys
Był dramaturgiem, jego twórczość prezentowano w radiu i telewizji. Zaangażował się w działalność polityczną w ramach Partii Pracy. W latach 50. dwukrotnie obejmował mandat poselski. Po uzyskaniu przez Maltę niepodległości wybierany na deputowanego w 1966 i 1971. Od stycznia 1978 do lutego 1982 przewodniczył Izbie Reprezentantów. Później przez dwa lata pełnił funkcję komisarza sprawiedliwości.
Odznaczony Narodowym Orderem Zasługi II klasy (1996).